# Ortowice
Ortowice [ɔrtɔˈvit͡sɛ] es una localidad polaca en el distrito administrativo de Bierawa, en el condado Kędzierzyn-Koźle en el voivodato de Opole (Polonia).

## Historia
La primera mención al pueblo de Ortowice data de 1604. A partir de 1791, Ortowice perteneció al estado de Sławięcice y se desarrolló junto con Kotlarnia como un gran centro industrial.
En 1910, 448 habitantes hablaban polaco y 8 hablaban alemán. En las elecciones municipales de noviembre de 1919, los 98 votos se emitieron en la lista polaca, ganando un conjunto de 8 escaños. Durante el plebiscito de 1921, 258 habitantes (incluidos 29 emigrantes) del pueblo tenían derecho a voto. 168 personas votaron por Polonia y 85 por Alemania. Durante el Tercer Levantamiento de Silesia hubo batallas en Ortowice. Después de los fuertes combates, el 7 de mayo, el regimiento de Paweł Cyms de Zabrze capturó el pueblo.

## Localización
Se encuentra a aproximadamente 6 kilómetros al este de Bierawa, a 12 kilómetros al sur de Kędzierzyn-Koźle.